# Blanzac-lès-Matha

Blanzac-lès-Matha este o comună în departamentul Charente-Maritime, Franța. În 1 ianuarie 2022 avea o populație de 330 de locuitori.